# L'uomo dal coltello a serramanico
L'uomo dal coltello a serramanico (The Jack-Knife Man) è un film del 1920 diretto da King Vidor.

## Trama
L'uomo dal coltello a serramanico è Peter Lane, un uomo che vive da solo su una chiatta sul fiume e intaglia il legno con il suo coltello per fare dei giocattoli al piccolo Buddy. Il bambino è arrivato una notte insieme alla madre Lize che è morta, lasciando Buddy in custodia a Peter. Il tribunale, però, decide di dare in affidamento il bambino a una vera famiglia e la vedova Potter si offre di tenerlo in custodia. Una ricca signora di New York nota i lavori di Peter e fa in modo che il suo lavoro venga riconosciuto, dandogli così la possibilità di un'occupazione remunerata. Peter si dichiara alla vedova Potter e forma con lei e Buddy una nuova famiglia. Booge, un vagabondo che aveva abitato con Peter quando da lui si trovava Buddy, anche se scopre di essere lui il vero padre del bambino, decide di non rivelarlo per lasciarlo con Peter e la vedova, che possono dargli una casa e il calore di una famiglia.

## Produzione
Prodotto da King Vidor con la compagnia King W. Vidor Productions, il film venne girato in California lungo il fiume Stockton, nella città mineraria di Murphy e a Muscatine nell'Indiana.

## Distribuzione
Il film venne distribuito dal First National Exhibitors' Circuit e uscì nelle sale statunitensi il primo agosto 1920. Venne riedito negli anni novanta in VHS.

### Data di uscita
- USA 1º agosto 1920
- Spagna 1995 VHS

Alias
- The Jack-Knife Man	- USA (titolo originale)
- L'uomo dal coltello a serramanico	- Italia

### Critica
Secondo Frederick James Smith di Motion Picture Classics del settembre 1920: "Ecco un piccolo studio di genere delicatamente tratteggiato, pensato con eleganza e reso con tecnica mirabile e partecipazione trattenuta in maniera eccellente... Il film è degno di attenzione, giacché appartiene alla scuola cinematografica dell'avvenire. Niente personaggi melodrammatici di cartapesta, sviluppo meccanico dell'intreccio, metodi triti di narrazione cinematografica. Vidor, infatti, ormai ne siamo sicuri, sta ora trovando se stesso e in breve è destinato a diventare un'espressione grande e umana del mondo della celluloide".